# Miaohoushan-Stätte
Die Miaohoushan-Stätte (庙后山遗址,  Miàohòushān yízhǐ, englisch Miaohoushan site) im Kreis Benxi (本溪县) der nordostchinesischen Provinz Liaoning ist eine Höhlenstätte des frühen Paläolithikums. Nach ihr ist die Miaohoushan-Kultur (Miàohòushān wénhuà 庙后山文化; engl. Miaohoushan Culture) benannt. Die Stätte wurde von dem chinesischen Archäologen Jia Lanpo erforscht.
Die Miaohoushan-Stätte (Miaohoushan yizhi 庙后山遗址) steht seit 2006 auf der Liste der Denkmäler der Volksrepublik China (6-47).